# Smosh
Smosh es un colectivo estadounidense de comedia e improvisación de sketches de YouTube, una productora independiente y un antiguo sitio de redes sociales fundado por Anthony Padilla e Ian Hecox. En 2002, Padilla creó un sitio web llamado «smosh.com» para hacer animaciones Flash, y luego se le unió Hecox. Comenzaron a publicar vídeos en el canal de YouTube de Smosh en el otoño de 2005 y rápidamente se convirtieron en uno de los canales más populares del sitio. El canal Smosh tiene más de 11 mil millones de visitas y más de 26 millones de suscriptores.
Desde 2012, la marca Smosh se ha expandido para incluir múltiples canales, incluido un canal en español (ElSmosh), un canal enfocado en contenido de juegos (Smosh Games) y un canal de variedades (Smosh Pit). Los sketches también han incluido más actores. El canal Smosh ha experimentado tres períodos diferentes como el canal de YouTube con más suscripciones. El primer período abarcó de mayo a junio de 2006, el segundo de abril de 2007 a septiembre de 2008 y el tercero de enero a agosto de 2013.
En 2017, Padilla dejó el canal para dedicarse a proyectos independientes y centrarse en su propio canal. El 6 de noviembre de 2018, la empresa matriz de Smosh, Defy Media, cerró abruptamente sin previo aviso. Seis días después, el elenco de Smosh lanzó un video anunciando que la producción de contenido de Smosh, Smosh Pit y Smosh Games aún estaba en curso, y que los videos existentes estarían terminados y Smosh publicaría otro contenido de forma independiente en sus canales de YouTube. Posteriormente se unieron a Mythical Entertainment después de que Rhett y Link comprara su empresa el 22 de febrero de 2019. Después de cuatro años de propiedad de Mythical, en junio de 2023 se anunció que Padilla había regresado al canal y que él, junto con Hecox, había vuelto a comprar la empresa a Mythical, restableciendo a Smosh como una entidad independiente.

## Historia

### 2002-2006: vídeos de formación y sincronización labial

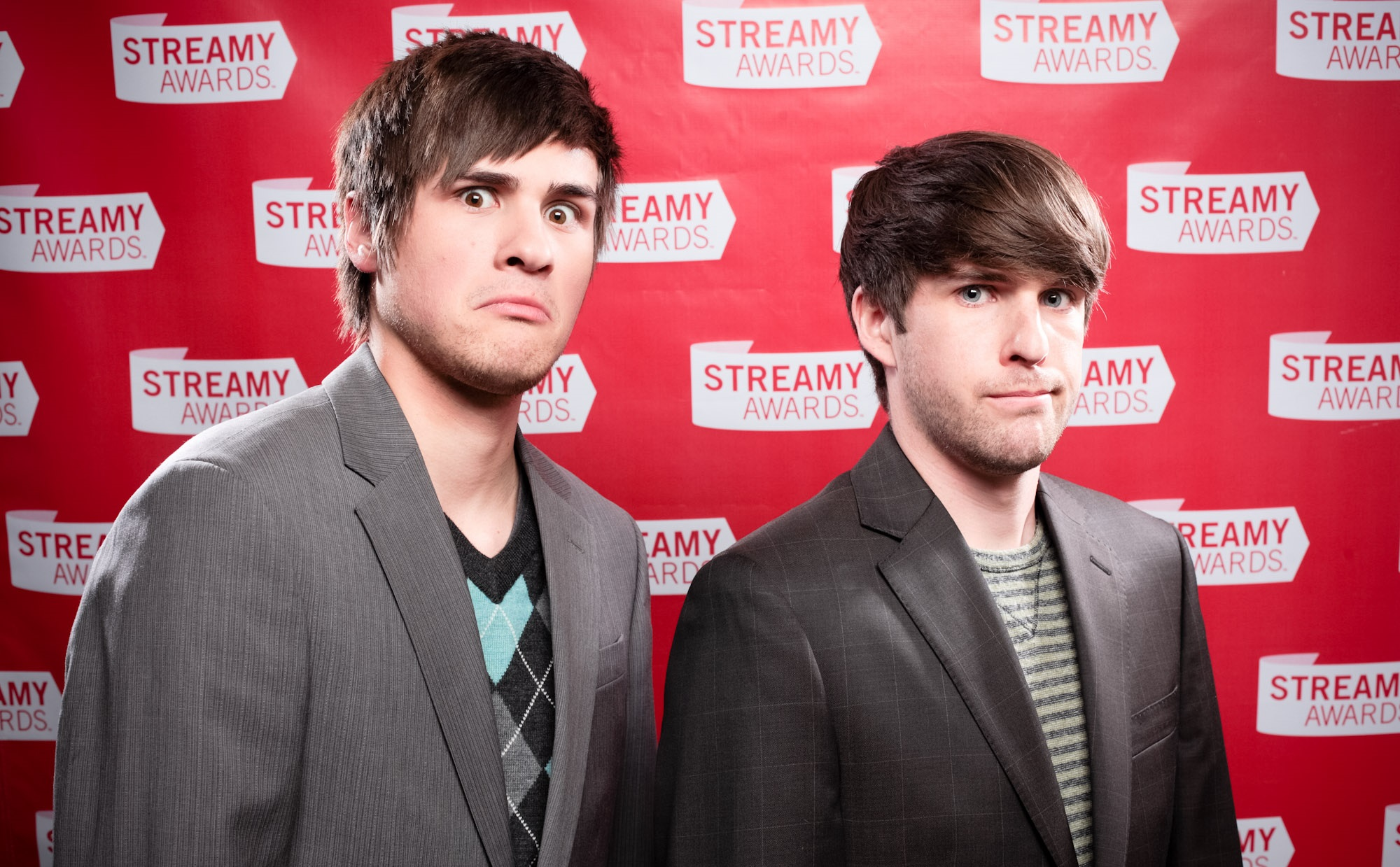
Padilla (izquierda) y Hecox (derecha) en los premios Streamy de 2010

La franquicia comenzó cuando Anthony Padilla creó un sitio web en 2002, smosh.com, e hizo varias animaciones distintas en Flash. Ha declarado que el nombre «Smosh» proviene de un incidente en el que confundió a un amigo al explicar un mosh pit como «smosh pit». Otros creadores de contenido de la era anterior a YouTube también subían vídeos a smosh.com, incluido el youtuber TomSka. Posteriormente, su amigo, Ian Hecox, se unió al emprendimiento; Padilla y Hecox se conocieron por primera vez en sexto grado. Se hicieron amigos y rápidamente descubrieron su don para la comedia. En 2005, se unieron a YouTube e hicieron varios videos juntos, sincronizando los labios con los temas musicales de Mortal Kombat, Las Tortugas Ninja y Power Rangers, el último de los cuales fue su primer video subido al sitio web. Al principio, estos videos no estaban destinados a publicarse en línea, pero después de enviárselos a sus amigos, comenzaron un canal de YouTube.
Uno de los primeros videos de Smosh, «Pokémon Theme Music Video», fue lanzado el 28 de noviembre de 2005. Siguió el mismo estilo que sus otros videos anteriores, presentando al dúo sincronizando los labios con el tema original en inglés del anime de Pokémon. Sin embargo, el vídeo instantáneamente se volvió mucho más popular que cualquiera de sus otros vídeos. A lo largo de su momento, obtuvo más de 24 millones de visitas, convirtiéndose en el vídeo más visto de todo YouTube en ese momento. Este video mantuvo el título hasta ser destronado por «Evolution of Dance» de Judson Laipply. Posteriormente fue eliminado por derechos de autor.
El éxito de su video de Pokémon y otros llevó a Smosh a aparecer en la edición «Person of the Year: You» de Time, publicada el 13 de diciembre de 2006. Debido al éxito continuo del canal y la asociación de Smosh con YouTube, los dos recrearon el video en noviembre de 2010, esta vez cambiando las palabras para criticar a The Pokémon Company que eliminó el video temático de la saga.

### 2006-2011: éxito inicial de YouTube

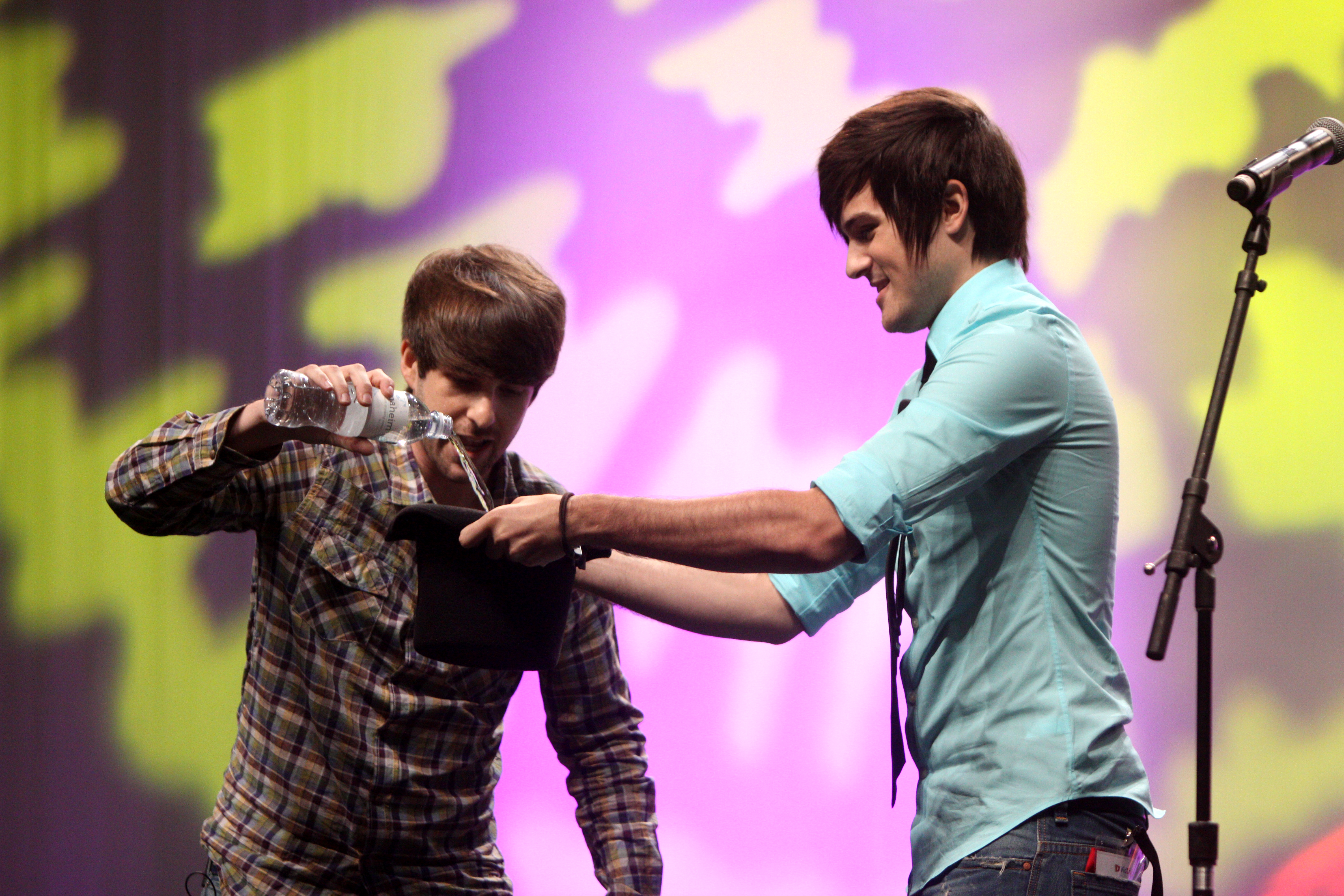
Hecox (izquierda) y Padilla (derecha) actuando en VidCon 2012

En el transcurso de los años siguientes, Smosh comenzó a diversificarse. Iniciaron a hacer sketches cortos en YouTube, como su serie anual de vídeos Food Battle, y That Damn Neighbor, que se filmaron principalmente dentro y alrededor de una casa en Rosemont (California). Smosh siguió creciendo en popularidad y se convirtió en uno de los canales con más suscriptores de YouTube. En 2009, Smosh preparó un rediseño masivo de Smosh.com, agregó una sección de juegos y puso extras en la sección de videos. En enero de 2010, Smosh lanzó la función «Smosh Pit», un blog que consta de varias piezas de trivia de la cultura pop y comedia escrita. Además, en 2010 el canal lanzó 3 series web diferentes basadas en Smosh: Ian Is Bored, que comenzó como una colección de videos cómicos de Hecox, pero luego se convirtió en Hecox y Padilla haciendo videos tipo vlog y renombrado como Smosh Is Bored; Ask Charlie, onde la gente le hace preguntas aleatorias a Charlie, de su video de enero de 2010, Charlie the Drunk Guinea Pig; y Lunchtime with Smosh, una serie de comedia en la que Smosh obtiene y come comida de varios lugares y responde preguntas de sus fans en Twitter. Algunas de las series de vídeos más populares de Smosh incluyen Pokémon in Real Life and If ____ Was Real. También a principios de 2010, Smosh creó «iShut Up App» para teléfonos Android como parte del patrocinio de Google; Finalmente llegó a la tienda de aplicaciones de iTunes.

### 2011-2018: Defy Media y la salida de Padilla

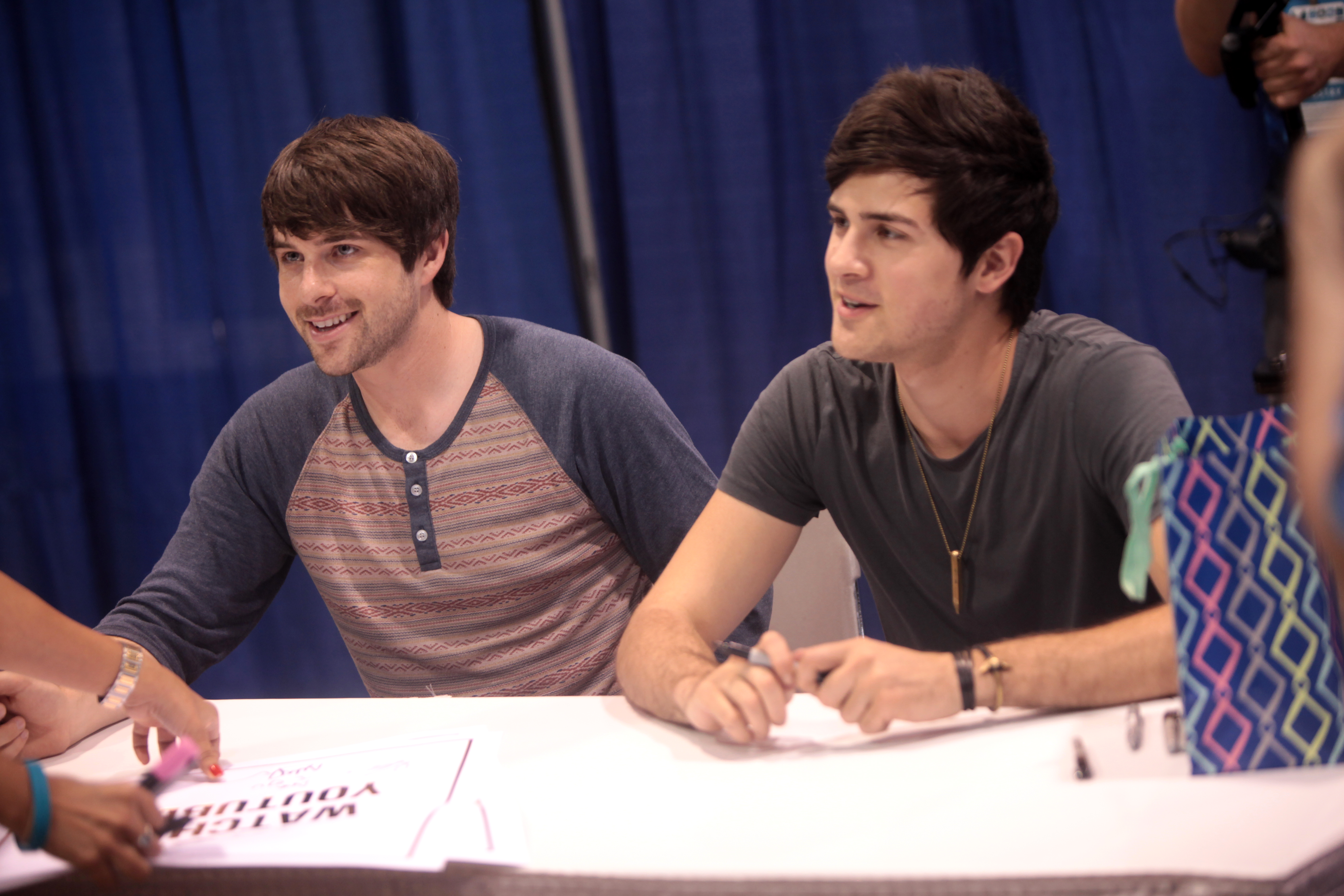
Hecox (izquierda) y Padilla (derecha) en VidCon 2014

En 2011, Smosh fue adquirida por Alloy Digital (más tarde rebautizada como Defy Media), y al mismo tiempo disfrutó de un aumento del 40% en audiencia.
En 2012, el dúo inició tres nuevos canales de YouTube, ElSmosh, con videos de Smosh doblados al español, Shut Up! Cartoons, con varios videos animados, y Smosh Games, con contenido relacionado con juegos alojado junto a Mariko «Mari» Takahashi, David «Lasercorn» Moss, Matthew Sohinki y Joshua «Jovenshire» Ovenshire. Algunos de los vídeos más populares de Smosh son vídeos musicales con temas de videojuegos. Estas canciones (junto con otras canciones originales) se han lanzado en cuatro álbumes hasta la fecha: Sexy Album (2010), If Music Were Real (2011), Smoshtastic (2012) y The Sweet Sound of Smosh (2013). En enero de 2013, el canal Smosh superó a Ray William Johnson en suscriptores para convertirse en el canal de YouTube con más suscripciones por tercera vez. Smosh lanzó Super Head Esploder X, un videojuego para iOS, en febrero de 2013, y en julio de 2013 inició una campaña en Indiegogo para un juego para iOS y PC, Food Battle: The Game. Hecox y Padilla recaudaron $258,777 para contratar productores de videojuegos para crear un juego basado en sus personajes y los alimentos utilizados en su serie anual Food Battle. Smosh donó el 10% de los fondos a tres organizaciones benéficas en noviembre de 2014, además de lanzar el juego.
En febrero de 2014, Smosh lanzó una aplicación móvil para acceder a videos de Smosh y otro contenido desde su sitio web, y a finales de 2014 una aplicación para Xbox One. Más tarde, en 2014, un canal dirigido por fans, Smosh France, se convirtió en un canal oficial de Smosh. En marzo de 2015, Smosh relanzó Smosh Games Alliance, una red multicanal donde los fanáticos se unen para disfrutar de los beneficios de la red a cambio de un porcentaje de los ingresos publicitarios. En 2015, el dúo anunció a Noah Grossman, Keith Leak Jr., Olivia Sui, Courtney Miller y Shayne Topp como nuevos miembros habituales del reparto de los vídeos de Smosh. Una serie de bocetos, llamada Every (Blank) Ever, se publica cada dos semanas desde mayo de 2015.
En enero de 2016, se lanzó una comedia web en el canal principal de Smosh. Part Timers es una comedia dramática que tiene lugar en una pizzería y juegos infantiles ficticios llamada Pork E. Pine's, que se inspira en el primer trabajo de Hecox en Chuck E. Cheese's. Cada episodio presenta un desafío que el equipo debe superar para mantener el negocio a flote. La serie cuenta con miembros habituales del elenco de Smosh: Grossman (como Pete), Hecox (como Ian) y Padilla (como Anton), además de Cat Alter (como Mads), Jade Martz (como Ella), Casey Webb (como Dinger) y Natalie Whittle (como Lori). Durante el mes de febrero, Ericka «Boze» Bozeman se unió al elenco de Smosh Games. También ese año, la miembro del elenco Mariko «Mari» Takahashi fue seleccionada para participar en Survivor: Millennials vs. Gen X, aunque fue la segunda jugadora eliminada.

### 2018-2023: bajo propiedad de Mythical Entertainment
El 6 de noviembre de 2018, Defy Media anunció abruptamente que cerraría y despediría a todos sus empleados. Hecox dijo que Smosh no «se iría» y que había planes en marcha para encontrarle un nuevo hogar a Smosh. Padilla lanzó un video al día siguiente que entraba en más detalles sobre su salida de Smosh y sus problemas con lo que Defy estaba haciendo con sus empleados y Smosh. Dijo que él y Hecox vendieron Smosh a Alloy Digital (que luego se convirtió en Defy Media) por acciones, que no tenían valor monetario porque la empresa nunca salió a bolsa. Padilla también expresó su descontento con la forma en que Defy trataba a sus empleados y afirmó que la compañía los explotó financieramente, se apoderó de su página de Facebook, intentó apoderarse de su cuenta de Twitter, le impidió unirse al Sindicato de Actores de Cine y que los habían presionado para iniciar una recaudación de fondos para Food Battle: The Game incluso antes de que fuera concebido, algo que en ese momento había llevado a acusaciones de explotación contra él y Hecox. También explicó que no había compartido esta información anteriormente por temor a que amenazara la seguridad laboral de sus amigos. El 12 de noviembre, Smosh lanzó un video de actualización reafirmando que Smosh estaba buscando un nuevo propietario y que, mientras tanto, el equipo de Smosh continuaría publicando contenido de forma independiente. El elenco aclaró que todavía tenían una cantidad significativa de contenido anterior al cierre de Defy Media en posproducción. Tampoco descartaron la posibilidad de filmar nuevo contenido y publicarlo de forma independiente, calificando esa idea de «vieja escuela», en alusión a los inicios de YouTube, cuando el contenido estaba menos comercializado.
El 22 de febrero de 2019, Smosh fue adquirida por Mythical Entertainment, una productora fundada por los comediantes de YouTube Rhett y Link. Esto llevó a varios cambios en el elenco y el equipo de Smosh. Durante este tiempo, Smosh operó desde la oficina de Mythical Entertainment en Los Ángeles, aunque luego se mudó a un estudio especialmente construido en Burbank.

### 2023-presente: regreso de Padilla y Smosh como empresa independiente
El 20 de junio de 2023, Hecox y Padilla anunciaron el regreso de este último a Smosh después de que el dúo decidiera recomprar una participación mayoritaria en Smosh de Mythical Entertainment para convertirse nuevamente en una entidad independiente. Con este cambio, Padilla promovió a Alessandra Catanese, directora de operaciones y productora ejecutiva de su propia empresa Pressalike Productions, como directora ejecutiva de la nueva entidad de Smosh. Se afirmó que el canal principal de Smosh volvería a una producción más orientada a los sketches, alejándose del giro hacia contenido más basado en la improvisación en los años anteriores. Sin embargo, los canales sin guion Smosh Pit y Smosh Games permanecerían como estaban.

## Películas
El 18 de septiembre de 2014, se anunció que AwesomenessFilms estaba desarrollando un largometraje protagonizado por el dúo; más tarde se titularía Smosh: The Movie y fue lanzado directamente en video el 24 de julio de 2015 por 20th Century Studios Home Entertainment y Netflix adquirió los derechos de transmisión de la película. Dirigida por Alex Winter a partir de un guion de Eric Falconer y Steve Marmel , está protagonizada por Hecox y Padilla como versiones ficticias de ellos mismos, junto con otras personalidades de YouTube Jenna Marbles, Grace Helbig, Harley Morenstein, Mark Fischbach, Dominic Sandoval y el equipo de Smosh Games, con Shane Dawson apareciendo en la versión sin clasificar. Smosh creó la película Ghostmates para YouTube Red que se estrenó el 14 de diciembre de 2016. Padilla y Hecox expresaron a los personajes Hal y Bubbles respectivamente en Angry Birds: la película (2016), y solo Padilla regresó para su secuela de 2019.

## Discografía

### Álbumes de estudio
| Título                                                                                           | Detalles del álbum                                                    | Posiciones pico en el gráfico | Posiciones pico en el gráfico | Posiciones pico en el gráfico | Posiciones pico en el gráfico | Posiciones pico en el gráfico | Posiciones pico en el gráfico | Posiciones pico en el gráfico | Posiciones pico en el gráfico | Posiciones pico en el gráfico |
| Título                                                                                           | Detalles del álbum                                                    | Comedia estadounidense        | Heat de EE. UU.               |                               |                               |                               |                               |                               |                               |                               |
| ------------------------------------------------------------------------------------------------ | --------------------------------------------------------------------- | ----------------------------- | ----------------------------- | ----------------------------- | ----------------------------- | ----------------------------- | ----------------------------- | ----------------------------- | ----------------------------- | ----------------------------- |
| Sexy Album                                                                                       | - Publicado: 15 de diciembre de 2010 - Formatos: Descarga digital     | 11                            | —                             |                               |                               |                               |                               |                               |                               |                               |
| If Music Were Real                                                                               | - Publicado: 11 de noviembre de 2011 - Formatos: CD, Descarga digital | 5                             | 26                            |                               |                               |                               |                               |                               |                               |                               |
| Smoshtastic                                                                                      | - Publicado: 3 de diciembre de 2012 - Formatos: Descarga digital      | 3                             | 27                            |                               |                               |                               |                               |                               |                               |                               |
| The Sweet Sound of Smosh                                                                         | - Publicado: 30 de noviembre de 2013 - Formatos: Descarga digital     | 4                             | 33                            |                               |                               |                               |                               |                               |                               |                               |
| Shut Up! and Listen                                                                              | - Publicado: 10 de diciembre de 2015 - Formatos: Descarga digital     | 4                             | —                             |                               |                               |                               |                               |                               |                               |                               |
| «—» denota lanzamientos que no figuraron en las listas o no fueron publicados en ese territorio. |                                                                       |                               |                               |                               |                               |                               |                               |                               |                               |                               |